# Palmetto (Louisiana)
Palmetto è un comune degli Stati Uniti d'America, situato nello Stato della Louisiana, in particolare nella parrocchia di St. Landry.